# Адамецкий, Кароль
Кароль (Карл Карлович) Адамецкий (пол. Karol Adamiecki); 1866—1933) ― польский экономист, инженер и исследователь в области менеджмента.

## Биография
Родился 18 марта 1866 года в городе Домброва-Гурнича, крупном промышленном центре на юге Польши. Учился в средней школе в Лодзи, где, в отличие от гимназий с классическим образованием, распространенных тогда в Российской империи, учеников не перегружали преподаванием латинского и греческого языков, а основным направлением было изучение математических и технических дисциплин. Поэтому ко времени поступления в Санкт-Петербургский технологический институт у него были не только солидные теоретические знания по математике, но и изрядная техническая практика. Школу он окончил с золотой медалью.

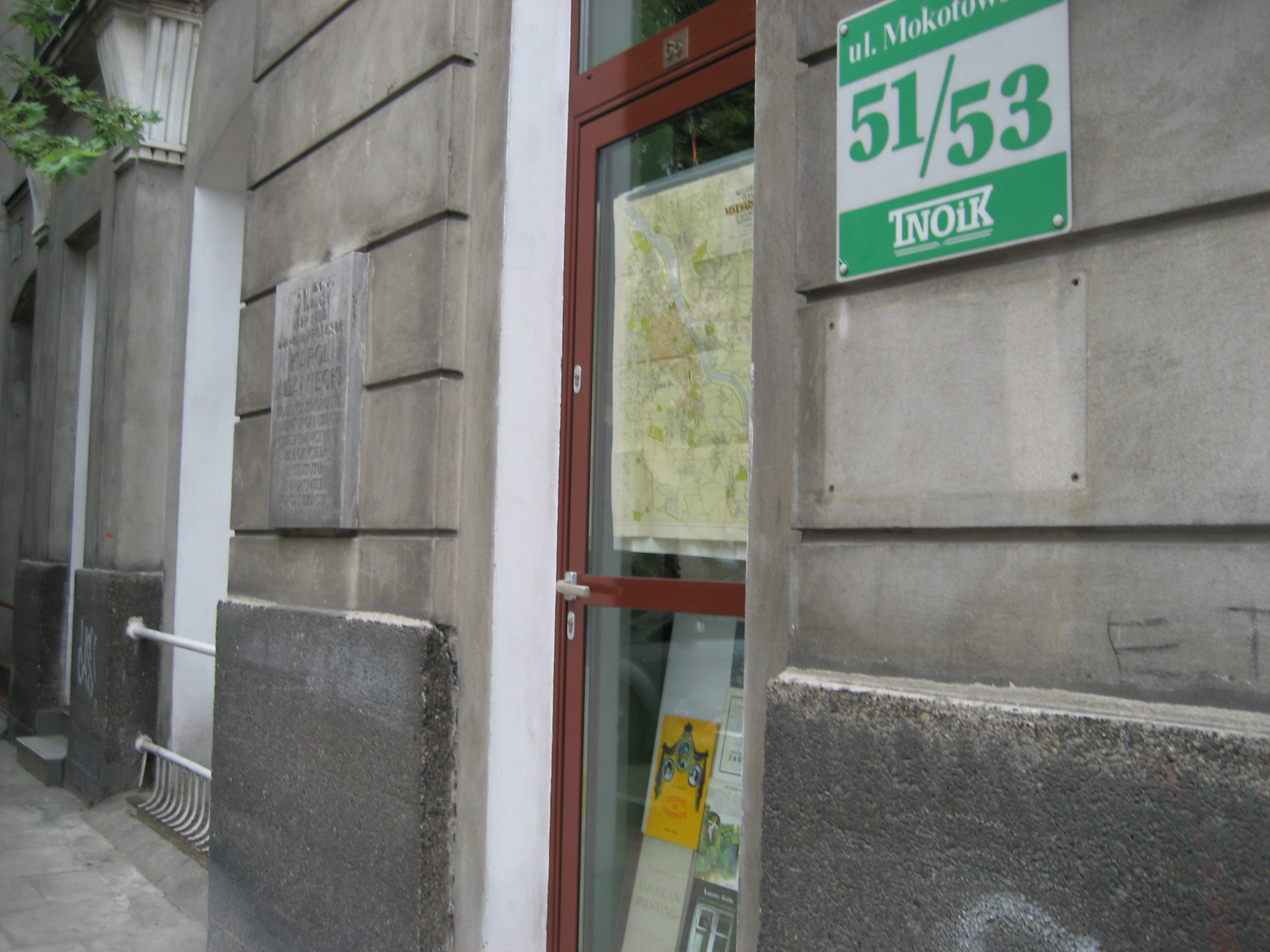
Улица Мокотовская 51/53, Варшава, место работы Адамецкого в 1927-33 гг.

В 1891 году он окончил механическое отделение, получив диплом инженера-технолога. Затем он вернулся в Домброва-Гурнича, где работал на сталепрокатном производстве, сначала в техническом отделе, а затем — помощником руководителя завода. Здесь он участвовал в собраниях руководящего состава, в ходе которых обсуждались проблемы высоких издержек производства. По данным британских советников, которые были наняты для решения проблемы, основной причиной высокой стоимости производства была лень, присущая польским рабочим. Но Адамецкий не согласился с таким выводом и предложил новое расписание и ряд структурных улучшений, значительно снизивших стоимость процесса. Таким образом, возник интерес Адамецкого к вопросам управления и организации трудового процесса.
В 1898 году он стал начальником отделения сталелитейного завода Гартмана в Луганске, где улучшил процесс прокатки толстых листов, снизив стоимость их изготовления. В 1901 году Адамецкий занял должность технического директора на одном из заводов в Екатеринославе, где также внёс улучшения в производственный процесс и выполнил исследование по выявлению факторов, негативно влияющих на организацию производства.
С 1919 года был доцентом в Варшавском политехническом университете; с 1922 года — профессор. Адамецкий был основателем и первым директором (1925—1933) Института научной организации (Instytut Naukowej Organizacji) в Варшаве. Был вице-президентом Европейской ассоциации научного менеджмента (Europejskie Stowarzyszenie Naukowego Zarządzania).

## Научные исследования
В 1896 году Адамецкий изобрёл новый способ отображения взаимосвязанных процессов, с целью повышения наглядности графиков производства. В 1903 году его теория вызвала ажиотаж в русских технических кругах. Он опубликовал несколько статей о нем в польском журнале Przegląd Techniczny. (Технический обзор) в 1909 году. В 1931 году он опубликовал более широко известную статью, описывающая его диаграмму, которую он назвал harmonogram или harmonograf. Адамецкий публиковал свои работы на русском и польском языках, поэтому они мало известны в англоязычном мире. К этому времени подобный метод был популяризирован на Западе Генри Гантом (который публиковал статьи о нём ещё в 1910 и 1915). С небольшими изменениями, график Адамецкого теперь более известен в английском языке как «Диаграмма Ганта».
Адамецкий опубликовал свои первые исследования в области менеджмента в 1898 году, прежде того, как Фредерик Уинслоу Тейлор популяризовал научную организацию труда. В 1925 году он основал польский Институт научного менеджмента.
Умер 16 мая 1933 года в Варшаве.
Большую часть своих научных исследований и наблюдений он проводил в области металлургии.

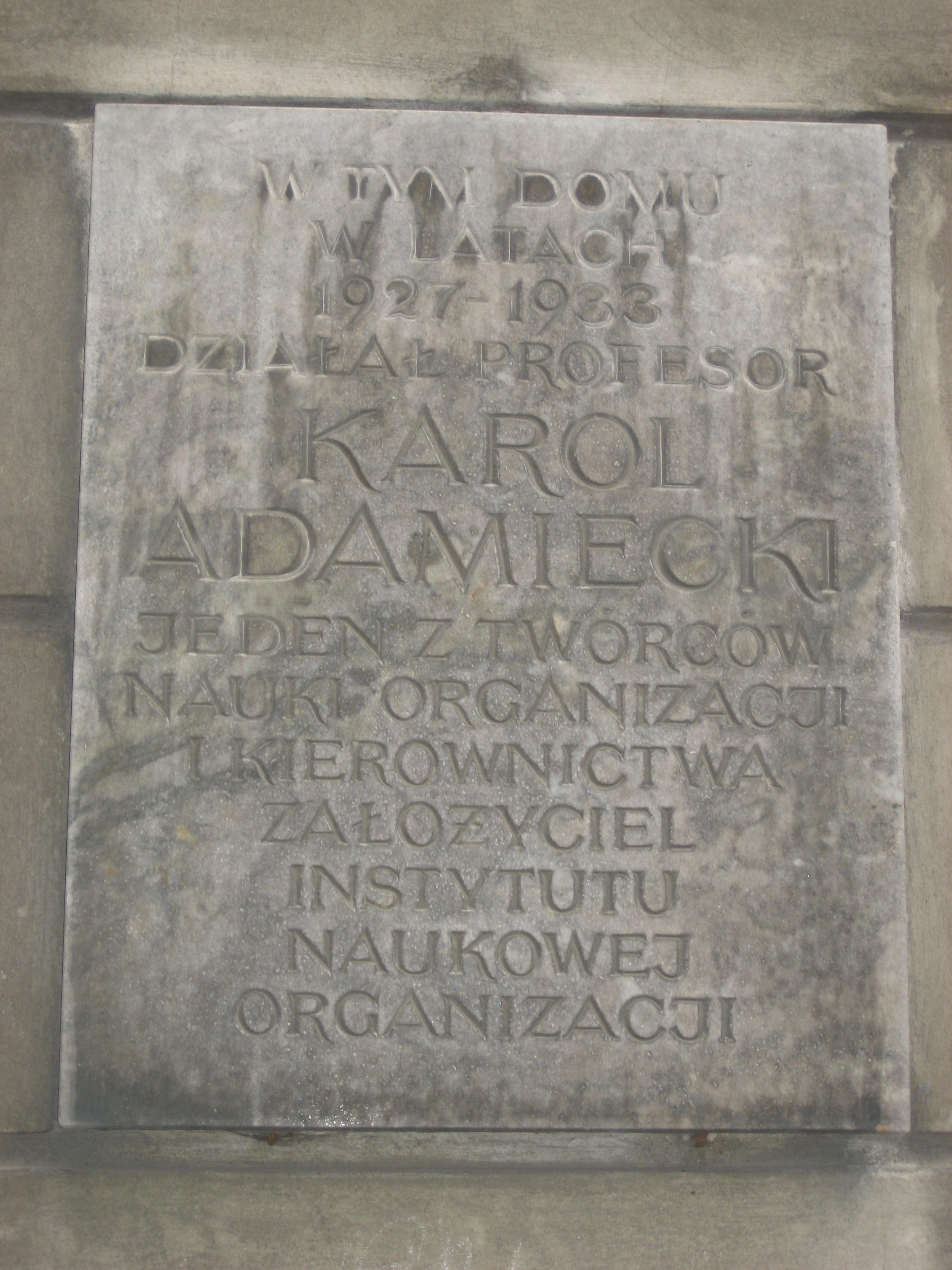
Мемориальная доска в память о Адамецком на улице Мокотовской 51/53, Варшава.

Адамецкий является автором закона гармонии в управлении: гармония должна состоять из трех частей:
- гармония выбора (все орудия производства должны быть взаимно совместимыми, необходимо уделять особое внимание объёмам и скорости производства)
- гармония действия (важность координации времени — составление графиков и расписаний)
- гармония духа (важность создания хорошей команды)

В 1972 году Государственный колледж экономического управления в Катовице был назван в его честь, и в 1974 году он был переименован в Экономическую Академию им. Кароля Адамецкего (Akademia Ekonomiczna im. Karola Adamieckiego w Katowicach).